# Pucará (Cajamarca)
Pucará es una localidad peruana ubicada en la región Cajamarca, provincia de Jaén, distrito de Pucará  . Es asimismo capital del distrito de Pucará. Se encuentra a una altitud de 897 m s. n. m.  Tiene una población de 3499 habitantes en 2023.

## Clima
| Parámetros climáticos promedio de Pucará | Parámetros climáticos promedio de Pucará | Parámetros climáticos promedio de Pucará | Parámetros climáticos promedio de Pucará | Parámetros climáticos promedio de Pucará | Parámetros climáticos promedio de Pucará | Parámetros climáticos promedio de Pucará | Parámetros climáticos promedio de Pucará | Parámetros climáticos promedio de Pucará | Parámetros climáticos promedio de Pucará | Parámetros climáticos promedio de Pucará | Parámetros climáticos promedio de Pucará | Parámetros climáticos promedio de Pucará | Parámetros climáticos promedio de Pucará |
| Mes                                      | Ene.                                     | Feb.                                     | Mar.                                     | Abr.                                     | May.                                     | Jun.                                     | Jul.                                     | Ago.                                     | Sep.                                     | Oct.                                     | Nov.                                     | Dic.                                     | Anual                                    |
| ---------------------------------------- | ---------------------------------------- | ---------------------------------------- | ---------------------------------------- | ---------------------------------------- | ---------------------------------------- | ---------------------------------------- | ---------------------------------------- | ---------------------------------------- | ---------------------------------------- | ---------------------------------------- | ---------------------------------------- | ---------------------------------------- | ---------------------------------------- |
| Temp. media (°C)                         | 23.2                                     | 23.5                                     | 23.2                                     | 23.2                                     | 22.4                                     | 21.8                                     | 21.2                                     | 21.5                                     | 22                                       | 22.3                                     | 22.7                                     | 22.9                                     | 22.5                                     |
| Temp. mín. media (°C)                    | 17.5                                     | 17.9                                     | 17.6                                     | 17.5                                     | 16.4                                     | 15.8                                     | 15.7                                     | 15.7                                     | 16.5                                     | 16.5                                     | 16.7                                     | 16.6                                     | 16.7                                     |
| Fuente: climate-data.org                 |                                          |                                          |                                          |                                          |                                          |                                          |                                          |                                          |                                          |                                          |                                          |                                          |                                          |